# The Ballad of the Lonesome Cowboy
"The Ballad of the Lonesome Cowboy" é uma canção escrita e composta por Randy Newman e interpretada por Chris Stapleton, pertencente à trilha sonora do filme Toy Story 4 (2019). Seu lançamento ocorreu em 5 de junho de 2019 por intermédio da Walt Disney Records.
Como reconhecimento, foi nomeada Grammy Awards de 2020 na categoria de melhor canção para mídias visuais.